# Diego Magno (rugby à XV)
Pour les articles homonymes, voir Magno.
Pas d'image ? Cliquez ici

a Compétitions nationales et continentales officielles uniquement.

b Matchs officiels uniquement.
Dernière mise à jour le 9 septembre 2024.
Diego Magno, né le 27 avril 1989 à Montevideo (Uruguay), est un joueur international uruguayen de rugby à XV évoluant aux postes de troisième ligne aile ou de deuxième ligne. Il évolue avec la franchise des American Raptors en Súper Rugby Américas depuis 2023.

## Carrière

### En club
Diego Magno commence le rugby avec Montevideo Cricket Club (en), un club amateur de sa ville natale disputant le championnat d'Uruguay.
Après une dizaine d'années à jouer au niveau amateur, il quitte son pays natal en 2019 pour rejoindre le club américain des Sabercats de Houston qui évolue en Major League Rugby. Il joue trois saisons avec cette équipe, disputant vingt-neuf matchs. Il quitte le club en 2021.
En 2022, il rejoint la franchise professionnelle uruguayenne de Peñarol Rugby dans le championnat continental appelé Súper Liga Americana de Rugby,. Il remporte la compétition au terme de sa première et unique saison, après une finale gagnée face à Selknam.
En janvier 2023, il quitte Peñarol pour rejoindre les American Raptors évoluant au sein du même championnat, désormais renommé Súper Rugby Américas.

### En équipe nationale
Diego Magno a joué avec l'équipe d'Uruguay des moins de 20 ans en 2008 et 2009. La première année il remporte le trophée mondial junior, avant de disputer le championnat du monde junior l'année suivante.
Il fait ses débuts en équipe d'Uruguay lors de tournée d'été 2008, à l'occasion d'un test-match contre l'équipe de Russie le 20 juin 2008,.
En 2014, il participe à la qualification de son pays pour la Coupe du monde 2015 lors des matchs de barrage aller-retour contre la Russie.
Il fait ensuite partie du groupe uruguayen sélectionné par Pablo Lemoine participer à la Coupe du monde en Angleterre. Il dispute deux matchs dans cette compétition, contre l'Australie et l'Angleterre. Placé dans un groupe très difficile, l'Uruguay perd logiquement tous ses matchs et finit à la dernière place de sa poule.
En mars 2017, Magno devient joueur le plus cappé de l'histoire du son pays avec 68 sélections, à l'occasion d'un match contre le Chili, dépassant alors le précédent record du pilier Rodrigo Sánchez (es).
En 2019, il est retenu dans la liste de 31 joueurs pour disputer la Coupe du monde 2019 au Japon. Il joue deux matchs lors du tournoi, face à la Géorgie et le pays de Galles.
En octobre 2021, il participe à la qualification de son équipe pour la Coupe du monde 2023 lors d'une rencontre aller-retour contre les États-Unis,.
Il obtient sa centième sélection le 10 juillet 2022, devenant ainsi le premier joueur sud-américain à atteindre cette barre symbolique.

## Palmarès

### En club
- Vainqueur de la Súperliga Americana en 2022 avec Peñarol.

### En équipe nationale
- 102 sélections (record de sélection uruguayen)[16].
- 61 points (12 essais).

- Participation à la Coupe du monde en 2015 (2 matchs) et 2019 (2 matchs).